# Fågelsången, Gotland
Fågelsången är ett bostadsområde norr om Stenkumla på Gotland. Från 2015 avgränsar SCB här en småort.